# Општина Мајшперк
Општина Мајшперк (словен. Majšperk) је једна од општина Подравске регије у држави Словенији. Седиште општине је истоимено насеље Мајшперк.

## Природне одлике
Рељеф: Општина Мајшперк налази се у источном делу Словеније, у словеначком делу Штајерске. Општина јужним делом се простире у средишњем делу горја Халозе. Северни део општине се налази у долини реке Драве.
Клима: У општини влада умерено континентална клима.
Воде: Једини битан водоток на подручју општине је река Драва у њеном северном делу. Остали водотоци су мали и њене су притоке.

## Становништво
Општина Мајшперк је средње густо насељена.

## Насеља општине
| - Болечка Вас - Брег - Грдина - Доклеце - Дол при Стоперцах - Згорња Свеча - Јаншки Врх - Јеловице - Коритно | - Купчињи Врх - Лешје - Мајшперк - Медведце - Нарапље - Плањско - Подложе - Преша - Птујска Гора | - Сестрже - Ситеж - Скрбље - Слапе - Сподња Свеча - Станечка Вас - Стоговци - Стоперце |  |

## Додатно погледати
- Мајшперк